# Volby do Grónského parlamentu 2025
Volby do Grónského parlamentu (grónsky Inatsisartut) se konaly dne 11. března 2025. Volby vyhrála opoziční strana Demokraté pod vedením Jense Frederika Nielsena drtivého vítězství, když získala trojnásobek hlasů, a stala se tak poprvé nejsilnější stranou. Vládní strana Inuitské společenství pod vedením Múte Bourupa Egede překvapivě získala až třetí nejvyšší počet hlasů za Naleraqem, který svůj výsledek zdvojnásobil. Bývalá dominující (a vládní) strana Siumut snížila svůj výsledek na polovinu, zatímco Atassut zůstal zhruba na stejné úrovni. Nová strana Qulleq se do parlamentu nedostala.

## Pozadí
Ve volbách v roce 2021 vyhrála strana Inuitské společenství a její předseda Múte Bourup Egede sestavil vládu s hnutím Naleraq. Tato koalice byla následující rok nahrazena koaliční vládou Inuitského sjednocení a Siumutu. Předchozí volby se poprvé konaly společně s komunálními volbami. Dne 10. ledna 2025 byl stanoven termín komunálních voleb v roce 2025 na 1. dubna 2025, o termínu voleb do parlamentu však prozatím nebylo rozhodnuto.
Vzhledem ke zvýšenému mezinárodnímu zájmu o Grónsko poslankyně grónského Folketingu Aaja Chemnitz předem varovala před možným zahraničním vměšováním do grónského volebního procesu. Dne 4. února 2025 bylo proto rozhodnuto, že strany již nebudou smět přijímat stranické dary ze zahraničí (kromě Dánska) ani anonymní stranické dary.
Dne 4. února 2025 byl stanoven termín voleb na 11. března 2025, čímž byla učiněna výjimka ze skutečné právní úpravy, podle níž musí mezi vyhlášením voleb a datem konání voleb uplynout nejméně šest týdnů. 
Dánská bezpečnostní a zpravodajská služba a dánská obranná zpravodajská služba v předvolebním období oznámily, že aktivně monitorují možné pokusy zahraničních mocností ovlivnit výsledek voleb v Grónsku. V rozhovoru pro televizi TV 2 nezávislí analytici označili za možné strůjce tajných akcí v zemi Spojené státy, Rusko a Čínu.

## Témata voleb
Nejdůležitějším tématem voleb bude nezávislost. Vláda Múte Bourupa Egedeho v únoru 2024 prohlásila, že nezávislost na Dánsku je jejím cílem. Na tiskové konferenci na začátku roku 2025 premiér a předseda separatistické strany Inuitské společenství Múte Bourup Egede uvedl, že „práce na vytvoření rámce pro Grónsko jako nezávislý stát již začaly“, čímž pravděpodobně naznačil, že referendum o nezávislosti by se mohlo konat v dubnu 2025 současně s volbami.
Volby byly ovlivněny snahami prezidenta USA Donalda Trumpa o odkoupení Grónska. Poté, co tehdy zvolený americký prezident Donald Trump obnovil svůj požadavek na vlastnictví Grónska, Múte Bourup Egede na tiskové konferenci v Kodani 10. ledna 2025 jakoukoli myšlenku okamžité nezávislosti zlehčil a místo toho zdůraznil potřebu reforem spolupráce mezi vládami Dánska a Grónska. V rozhovoru pro Fox News dne 16. ledna 2025 Egede prohlásil, že Gróňané si nepřejí stát se součástí USA. Den před volbami Trump na své internetové platformě Truth Social zdůraznil, že obyvatelé Grónska mají právo sami rozhodovat o své budoucnosti, ale slíbil miliardové investice a také „bohatství a bezpečnost“ v případě anexe Spojenými státy. To bylo vnímáno jako pokus o nepatřičné ovlivnění voleb.

## Volební systém
31 členů grónského parlamentu je voleno poměrným systémem v jednom celostátním volebním obvodu. Na rozdělení křesel je používána D'Hondtova metoda.

## Kandidující subjekty
Pět stran, které ve volbách v roce 2021 získaly křesla v Inatsisartutu, kandiduje znovu. Ve volbách kandiduje také nová separatistická strana Qulleq, kterou v roce 2023 založil bývalý poslanec Naleraqu a Siumutu Henrik Fleischer. Aby mohla kandidovat ve volbách, musela do konce ledna 2025 shromáždit 870 podpisů. Požadovaný počet podpisů se partaji podařilo shromáždit na začátku února. Strany Nunatta Qitornai a Strana spolupráce, které se do parlamentu v roce 2021 nedostaly, se již několik let neobjevily ve veřejném prostoru.
|  | Strana            | Český překlad názvu   | Logo | Lídr                  | Fotografie | Politické pozice                        | Počet kandidátů |
|  | ----------------- | --------------------- | ---- | --------------------- | ---------- | --------------------------------------- | --------------- |
|  | Inuit Ataqatigiit | Inuitské společenství |      | Múte Bourup Egede     |            | demokratický socialismus, separatismus  | 39              |
|  | Siumut            | Pokroková strana      |      | Erik Jensen           |            | sociální demokracie                     | 51              |
|  | Naleraq           | Orientační bod        |      | Pele Broberg          |            | centrismus, separatismus, populismus    | 62              |
|  | Demokraatit       | Demokraté             |      | Jens Frederik Nielsen |            | sociální liberalismus                   | 25              |
|  | Atassut           | Veřejný zájem         |      | Aqqalu Jerimiassen    |            | konzervatismus, ekonomický liberalismus | 20              |
|  | Qulleq            | Tuková lampa          |      | Karl Ingemann         |            | separatismus                            | 16              |

## Předvolební průzkumy
| agentura (zdroj)                   | data sbírána       | IA    | Siumut | Demokraté | Naleraq | Atassut | NQ   | SA   | Qulleq |  |
| ---------------------------------- | ------------------ | ----- | ------ | --------- | ------- | ------- | ---- | ---- | ------ |  |
| agentura (zdroj)                   | data sbírána       | IA    | Siumut | Demokraté | Naleraq | Atassut | NQ   | SA   | Qulleq |  |
| agentura (zdroj)                   | data sbírána       |       |        |           |         |         |      |      |        |  |
| Verian                             | 22.-27. ledna 2025 | 31,0% | 21,9%  | 18,8%     | 16,5%   | 9,7%    | -    | -    | -      |  |
| Volby do Folketingu 2022           |                    | 25,2% | 38,6%  | 19,0%     | 12,6%   | 3,7%    | -    | 0,9% | -      |  |
| Volby do Grónského parlamentu 2021 |                    | 37,4% | 30,1%  | 9,25%     | 12,3%   | 7,1%    | 2,4% | 1,4% | -      |  |

## Výsledky
Obě vládní strany, Inuit Ataqatigiit a Siumut, dohromady ztratily přibližně 31 % hlasů, což je historická porážka grónské vládní koalice. Četné oblasti, kde je Siumut tradičně nejsilnější stranou, zejména pak vesnice, připadly separatistickému Naleraqu, který je oblíbený u rybářů a lovců, zatímco Demokraté získali řadu hlasů ve městech, kde dříve dominovalo Inuitské společenství. Výsledek voleb byl interpretován tak, že řešení vnitřních sociálních a ekonomických problémů Grónska má přednost před co nejrychlejším dosažením nezávislosti. Analytici předpokládají, že nespokojenost mezi obyvatelstvem vyvolává především rozsáhlé znárodňování a monopolizace a s tím spojená rybářská politika a že je žádoucí liberálnější orientace, zatímco ostatní dali hlasováním pro Naleraq najevo svou nespokojenost s Dánskem.
| Strana                 | Strana                 | Počet hlasů | %      | +/–    | Křesla | +/–  |
| ---------------------- | ---------------------- | ----------- | ------ | ------ | ------ | ---- |
|                        | Demokraté              | 8,563       | 30.26  | ▲21.01 | 10     | ▲7   |
|                        | Partii Naleraq         | 7,009       | 24.77  | ▲12.51 | 8      | ▲4   |
|                        | Inuit Ataqatigiit      | 6,119       | 21.62  | ▼15.82 | 7      | ▼5   |
|                        | Siumut                 | 4,210       | 14.88  | ▼15.22 | 4      | ▼6   |
|                        | Atassut                | 2,092       | 7.39   | ▲0.31  | 2      | ▬0   |
|                        | Qulleq                 | 305         | 1.08   | Nová   | 0      | Nová |
| Celkem                 | Celkem                 | 28,298      | 100.00 | –      | 31     | 0    |
|                        |                        |             |        |        |        |      |
| Platné hlasy           | Platné hlasy           | 28,298      | 98.87  |        |        |      |
| Neplatné/prázdné hlasy | Neplatné/prázdné hlasy | 322         | 1.13   |        |        |      |
| Úplný počet            | Úplný počet            | 28,620      | 100.00 |        |        |      |
| Počet voličů/účast     | Počet voličů/účast     | 40,369      | 70.90  | ▲4.98  |        |      |